# DYパティル・スタジアム

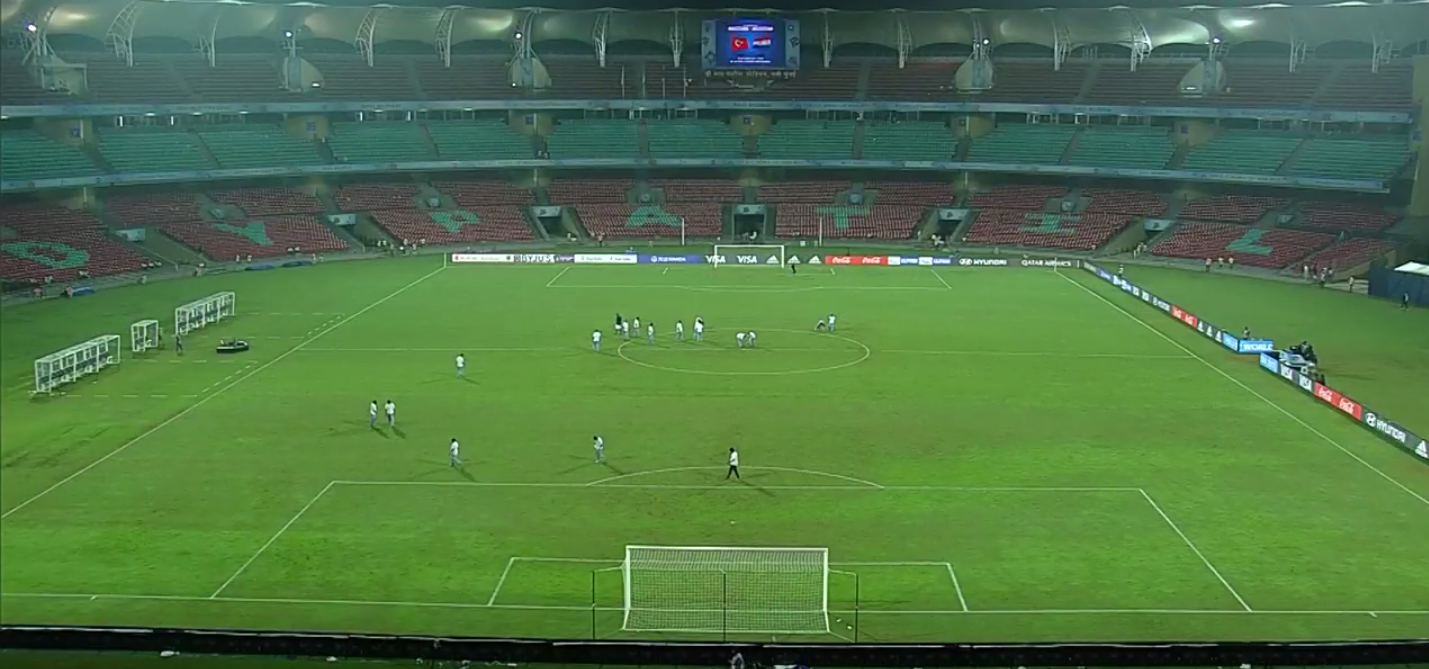
2017 FIFAU-17ワールドカップの試合中

DYパティル・スタジアム（マラーティー語: डी.वाय. पाटील स्टेडियम, 英: DY Patil Stadium）、別称DYパティル・スポーツ・スタジアムとは、インドのマハラシュトラ州ナビムンバイにある競技場のこと。市内ネルールのパドマシリーDYパティル大学の敷地内にあり、クリケットとサッカーの公式スタジアムでムンバイ・シティFCの2番目のホームグラウンドである。設計はハフェーズ・コントラクター（Hafeez Contractor）が担当。

## 沿革
スタジアムは2008年3月4日に正式に発足し、2014年にIPLチームのムンバイ・インディアンスの本拠地となる。同クラブのIPLマッチを3回開催し、2008年と2010年のIPL決勝も開催した。
ISLフランチャイズのムンバイ・シティFCはホームマッチをすべて当スタジアムで行った。また2014年のISL決勝戦は、ATKとケラーラ・ブラスターズが対戦。2017 FIFA U-17ワールドカップも開いている。クーパレッジ・グラウンドの開催地候補にも選ばれた。2020 FIFA U-17女子ワールドカップの決勝戦で再び使用される予定だった。このスタジアムでは、DYパティル・インターナショナルスクールの学校対抗クリケットの試合も毎年開催されている。
収容人数5万5千人は、インドのクリケット場で9番目に大きい。当スタジアムは、テニスコート9面（ハード）、屋内バドミントンコート（4面）、オリンピック規格の水泳プールなどの施設も備える。競技場としては、柱が不要なカンチレバー式の屋根を用いたユニークな特徴があり、スタンド内の任意の場所から遮るもののない眺めを楽しめる。

## スポーツ種目

### サッカー（インディアン・スーパーリーグ）
トーナメントは10月6日に第1試合のニュージーランド対トルコ戦が引き分け、続いてパラグアイ対マリが合計5ゴールを決めて3–2で終え、パラグアイが勝者として上がった。2日目の試合（10月9日）では、トルコとマリが対戦、続いてパラグアイとニュージーランドの試合が4-2のスコアラインで展開。パラグアイはこれに続いて10月12日に別の壮大なパフォーマンスを見せ、グループBのトップとして16バースのラウンドを固め、観客の注目に応じた。グループAのコロンビアは16ラウンドを勝ち上が理、アメリカとの試合に臨んだ。激しい展開となり、アメリカを3対1で敗退させた。
10月18日の16試合では、ガーナがニジェールを2-0で下し、ブラック・スターレットを準々決勝に導いている。
2020 FIFA U17 WWCの決勝戦は、このスタジアムでの開催が決まっていた。

#### ISL 2014

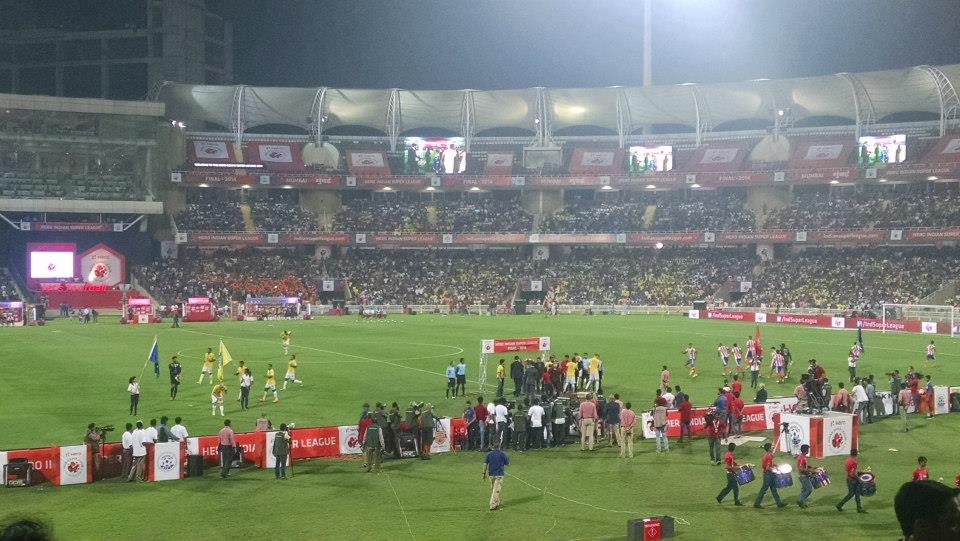
2014年インディアンスーパーリーグ決勝戦中のDYパティルスタジアム

当スタジアムは、インディアン・スーパーリーグの開幕シーズンにムンバイシティFCのホームグラウンドとして機能した。フレドリック・ユングベリやニコラ・アネルカのようなレジェンドが同クラブ所属だったシーズンである。トーナメントの決勝戦は当スタジアムで開催され、 ATKがケラーラ・ブラスターズFCを破った。

#### ISL 2015
2シーズン連続でムンバイシティFCのホームグラウンドとして機能した。スニル・チェトリは同クラブと記録破りの契約を結び、ここでホームゲームのほとんどをプレーした。最も注目すべき記憶は、チェットリーがノースイースト・ユナイテッドFC戦で達成したハットトリックである。

## 国際試合のリスト

### クリケット

#### ワン・デイ・インターナショナル
オーストラリアの2009年インドツアー期間中、2009年11月11日にはインドとオーストラリアのODI第7戦を予定した。初のクリケット国際試合となるはずが、大雨のため中止された 。

#### トゥエンティ20

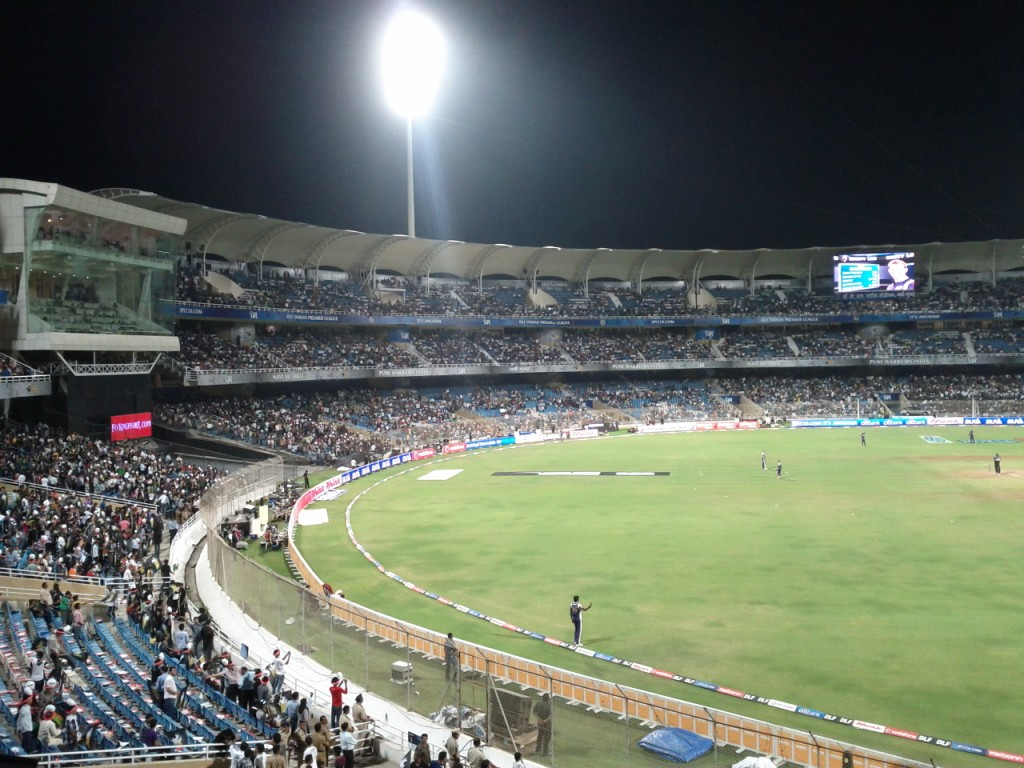
IPLの試合中

IPL 2010ではT20のオープニングマッチ、準決勝、3位決定戦、決勝を含む6試合を開催した。

#### DYパティル・トゥエンティ20
DYパティル博士スポーツ・アカデミー（DYPSA）が2005年、インド国内初の公式T20トーナメントを開催するまで、インドの人々はT20フォーマットをほとんど知らなかった。実際に興奮を味わった観客にもろてで迎えられると、第14回DYパティルT20カップを開催。リライアンス1がチャンピオンになった。

### サッカー
ムンバイシティFCのため、サッカーのインディアン・スーパーリーグの試合を主催した。2017 FIFA U-17ワールドカップでは複数の試合を行い、2020 FIFA U-17女子ワールドカップの決勝戦で再び使用される予定だった。

#### ワンデイ・インターナショナルの主催
当スタジアムはこれまで以下のワン・デイ・インターナショナルの試合を主催した。
| チーム（A） | チーム（B）    | 勝者 | 点差 | 年     |
| ----------- | -------------- | ---- | ---- | ------ |
| インド      | オーストラリア | 中止 |      | 2009年 |

## 設備
FIFA U-17対応の再開発
スタジアムは改修を行い、屋根のふき替え、非常出口16ヵ所を新設するとともに、ロッカールームを2つ増設、またスタジアム内にトレーニングルームを4ヵ所設けるなど、3000万インドルピー相当の予算を費やした。

### ピッチとアウトフィールド
ピッチの設定は、南アフリカのニール・テイントンとジョン・クラッグの助言と指導を受け、南アフリカから輸入した粘土200トンを敷き詰めてある。周辺のスタジアムは通常、アウトフィールドに赤土を入れ、雨が降ると重くなり、足を取られる傾向が見られる。その点、当スタジアムでは砂ベースを採用し、降雨による試合中断を最小限に抑えている。表面には全く見えないが、地下排水システムですばやく水を除去する。メインスタジアムの隣のキャンパスに、練習用ピッチが10ヵ所用意されている。

### 観客の快適さと安全性
観客はベンチシートではなく個別のバケットシートに座る。グラウンドの眺めを妨げる柱はない。巨大なLEDスクリーン2基にスコア、リプレイその他の情報を表示する。
モンスベルゲン・サッカースタジアム（ベルギー）に設置されたものと同機種（スウェーデン製のAxisカメラ）のデジタル監視カメラをインドで初めて導入した。非常に高画質の動画が撮れ、観客を撮影した画像はセキュリティ機関に送信する。耐震設計の建造物であり、消防と避難用の設備を備える。
駐車場はスタジアムのほかDYパティル大学の敷地内にある。

### 他の設備ほか

#### 特別室、ボックス席
バストイレ付きの豪華なスイートルームがある。メインのパビリオンエリアでは、飲食物の出前を提供する。
観覧席の上層階には、法人専用の貸切ボックス席が60ヵ所ある。

## コンサートやイベント
2015年12月、ハードウェルは収益全額を8歳から18歳までの3,000人の子供の教育支援に充てるというチャリティーの趣旨に賛同して、当会場のコンサートに無料で出演した。イベントは記録を次々に生み、ハードウェルは自分に与えられた招待客席7万5千人を事前登録ファン12万5千人超のために寄付した。またイベントの趣旨に賛同した誓約や寄付金も受け入れた。
2017年5月、ジャスティン・ビーバーは、インド初公演のパーパス・ツアーの1会場としてコンサートを行った。
2017年12月、社会活動を主旨とする団体 Guestlist4Good 主催の2日間のイベントにHardwell、 W＆W、Nucleya、アドナン・サミー、シャーン、ミトゥーン、Kill The BuzzとSuyano（オランダ）、アディティ・シン・シャルマ、アルマアン・マリクが出演。
2019年9月、 U2はヨシュアトゥリー・ツアー2019の途中、同年末の12月15日に当スタジアムでコンサートを開くと発表した。
また同年11月16日、Dua Lipaとケイティ・ペリーはムンバイで演奏し、「ワンプラス音楽祭」のヘッドライナーを務めた。ペリーにとって、2012年以来の初のインド来訪だった。

2019年12月4日、信者9万人超が集まり、教祖プラムフ・スワミ・マハラジの98歳の誕生祝いを取り行った。インド内務大臣アミット・シャーも出席。

Guestlist4Good イベント出演者（2017年）
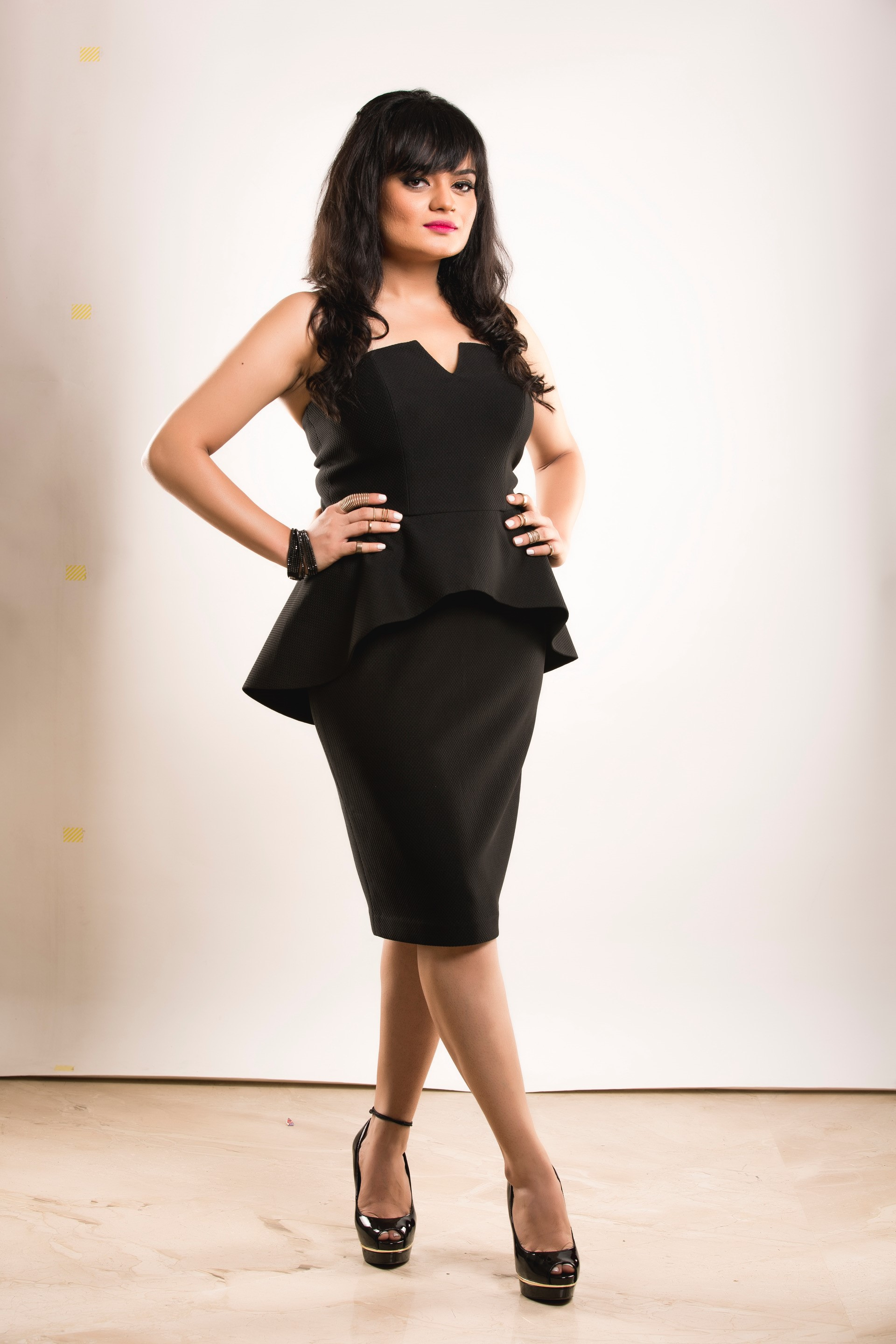
アディティ・シン・シャルマ
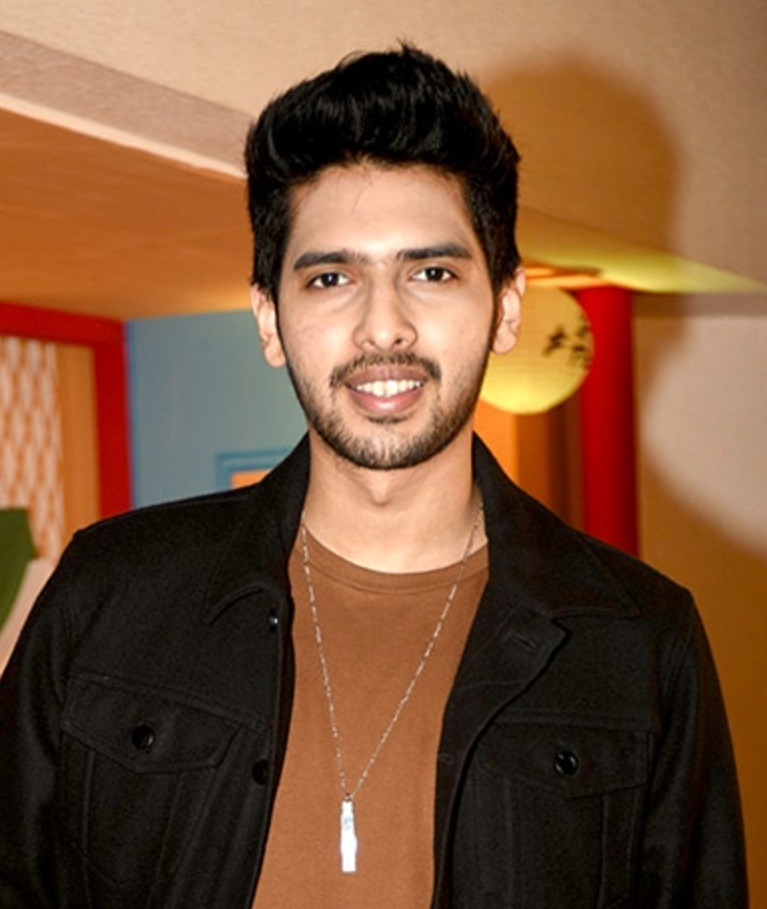
アルマアン・マリク
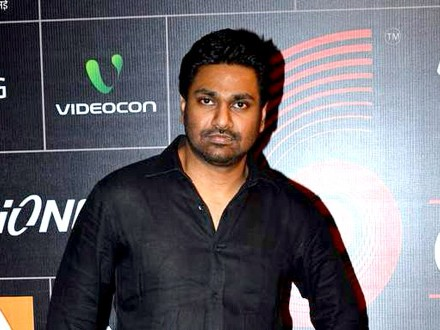
ミトゥーン
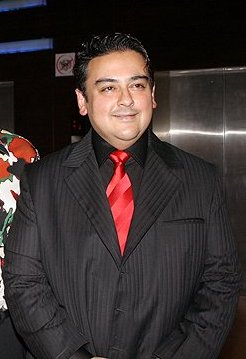
アドナン・サミー（2007年）

## 世界記録
ギネスブックに「最大の健康意識レッスン（単一会場）」として記載されたのは、2013年12月20日に当スタジアムを会場にしたイベント。参加者5万1861人がシュリ・ナナサヘブ・ダールマディカリ・プラティシュタン博士（インド）のもとに集まった 。

## 交通機関
ネルール駅：最寄りのローカル鉄道駅
ジュイナガー駅：アクセス可能な地元の鉄道駅
バス路線
| バス番号 | 始点                         | 終点                       | 下車するバス停          |
| AC125    | ボリバリ駅（東口）           | Ova GaonCif                | 当スタジアム            |
| AC123    | ボリバリ駅（東口）           | Ova Gaon Cif               | 当スタジアム            |
| 512      | ムルンド・チェック・ナカ     | ネルール・バス・ターミナル | DYパティル・ キャンパス |
| AC103    | ムルンド・チェック・ナカ     | パンベル駅                 | DYパティル・ キャンパス |
| 105      | バンドラ駅（西口）           | CBDバスターミナル          | DYPatil大学             |
| 108      | ワールド・トレード・センター | セクター46シーウッズ       | DYPatil大学             |
| 61       | カルヤン駅                   | ベラプール駅               | DYPatilStadium          |

他の交通手段はタクシー（営業免許および白タク）と人力車がある。